# ACU (Utrecht)

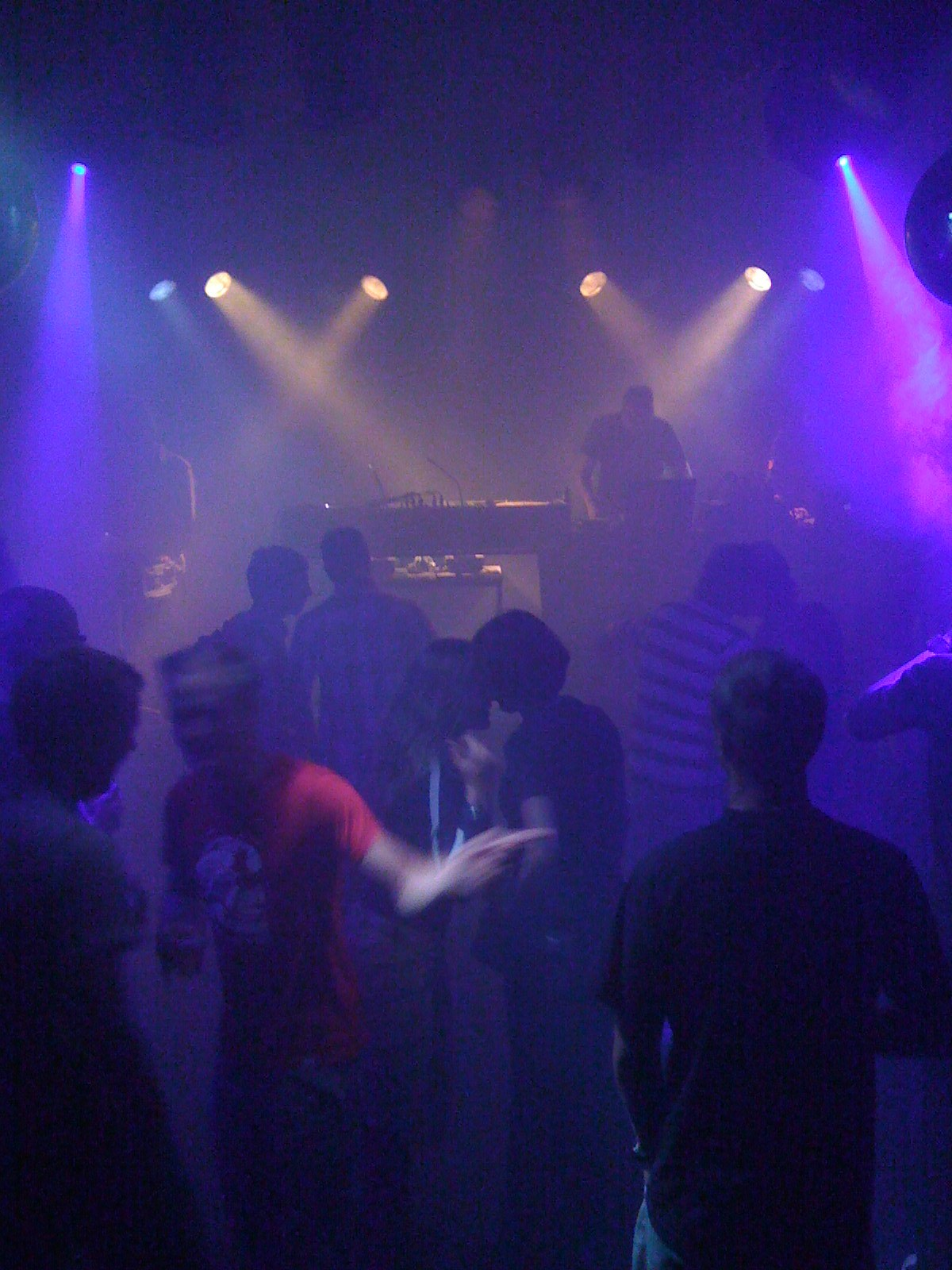
Dansvloer van ACU

ACU is een politiek cultureel centrum in de binnenstad van de Nederlandse stad Utrecht. Tevens functioneert het als concertzaal voor voornamelijk alternatieve bands. Ook heeft het een veganistisch eetcafé, worden er informatie- en filmavonden gehouden en was het voorheen een vast onderdeel van het stadsfestival Le Guess Who?. Daarnaast zijn er dansavonden in uiteenlopende muziekstijlen.
ACU ontvangt geen subsidies, draait volledig op de inzet van vrijwilligers en bezit het pand in eigen beheer. Het is daardoor geheel onafhankelijk en vaart zodoende een eigen koers op onder andere het gebied van (band)programmering.

## Geschiedenis
ACU is gevestigd in een voormalig autobedrijf (Auto Centrale Utrecht) op de Voorstraat in Utrecht. Deze garage bestond van 1935 tot 1967. In 1976 werd het pand door leden van de toenmalige Kraakbond gekraakt en geschikt gemaakt voor bewoning. In de enorme garage hebben zich in de loop der jaren diverse kleine bedrijfjes gevestigd zoals een fietsenmaker en een steelpan werkplaats. In 1979 werd door de bewoners in de voormalige showroom een filmhuis begonnen, dat een tweetal jaren redelijk heeft gelopen. In 1983 echter werd de ruimte op uitnodiging van de bewoners in gebruik genomen door het gekraakte café de Koffiekeet in de Nobeldwarsstraat, omdat men van mening was dat er grote behoefte was voor een plek van waaruit het kraken in Utrecht centraal kon worden gecoördineerd en mensen hun verhaal kwijt konden wanneer zij hadden deelgenomen aan acties van uiteenlopende aard. Dit is uiteindelijk uitgegroeid tot een goedlopend kraakcafé en vanaf 1985 worden er regelmatig concerten in het ACU gegeven. In 1995 verkocht de toenmalige eigenaar het pand en de grond aan een bouwbedrijf, en met bemiddeling door de gemeente Utrecht kon ACU samen met een lowbudgethotel op het terrein blijven bestaan.

## Verbouwing
Rond 1995 is het pand groots verbouwd, waarbij er een zaal en een café-gedeelte zijn gecreëerd. De zaal is hierbij zo veel mogelijk geluiddicht gemaakt, door deze apart te isoleren. De totale capaciteit van de zaal
ligt rond de 140 personen, van de kroeg 30-50 personen.
In de loop der jaren is de zaal verder aangepast: waar er eerst een apart dj-hok en ruimte voor een lichttechnicus was, is deze later verwijderd om meer publiek in de zaal te kunnen laten. De licht- en geluidsapparatuur is in deze periode ook flink verbeterd en uitgebreid.
Met de komst van het rookverbod is er een aparte, geventileerde rookruimte gebouwd in het voormalige kantoor, achter in het pand. Deze is, door de invoering van het nieuwe strengere rookverbod in 2019, gesloten. Anno 2021 doet deze ruimte dienst als weggeefwinkel.